# Qi Yuhong
Qi Yuhong (Shanghai, 25 augustus 1989) is een Chinees voormalig boogschutster.

## Carrière
Yuhong nam in 2016 deel aan de Olympische Spelen waar ze achtereen volgens won van Marina Canetta en Alexandra Longová maar verloor van haar landgenoot Wu Jiaxin in de derde ronde. Ze won een aantal medailles in de World Cup. Ze stopte na 2018 met internationale competitie.

## Erelijst

### Olympische Spelen
Individueel
- 2016: 3e ronde (verloren van Wu Jiaxin met 5-6)

### Wereldkampioenschap
Individueel
- 2015: 4e ronde (verloren van Aída Román met 3-7)

### Aziatisch kampioenschap
Individueel
- 2015: 4e ronde (verloren van Lee Tuk-young met 2-6)

Team
- 2015:  Bangkok

### World Cup
- 2014:  Medellín (team)
- 2015:  Antalya (gemengd)
- 2015:  Antalya (team)
- 2015:  Wrocław (team)
- 2016:  Medellín (team)
- 2017:  Shanghai (team)
- 2018:  Shanghai (team)